# Walter Mahr

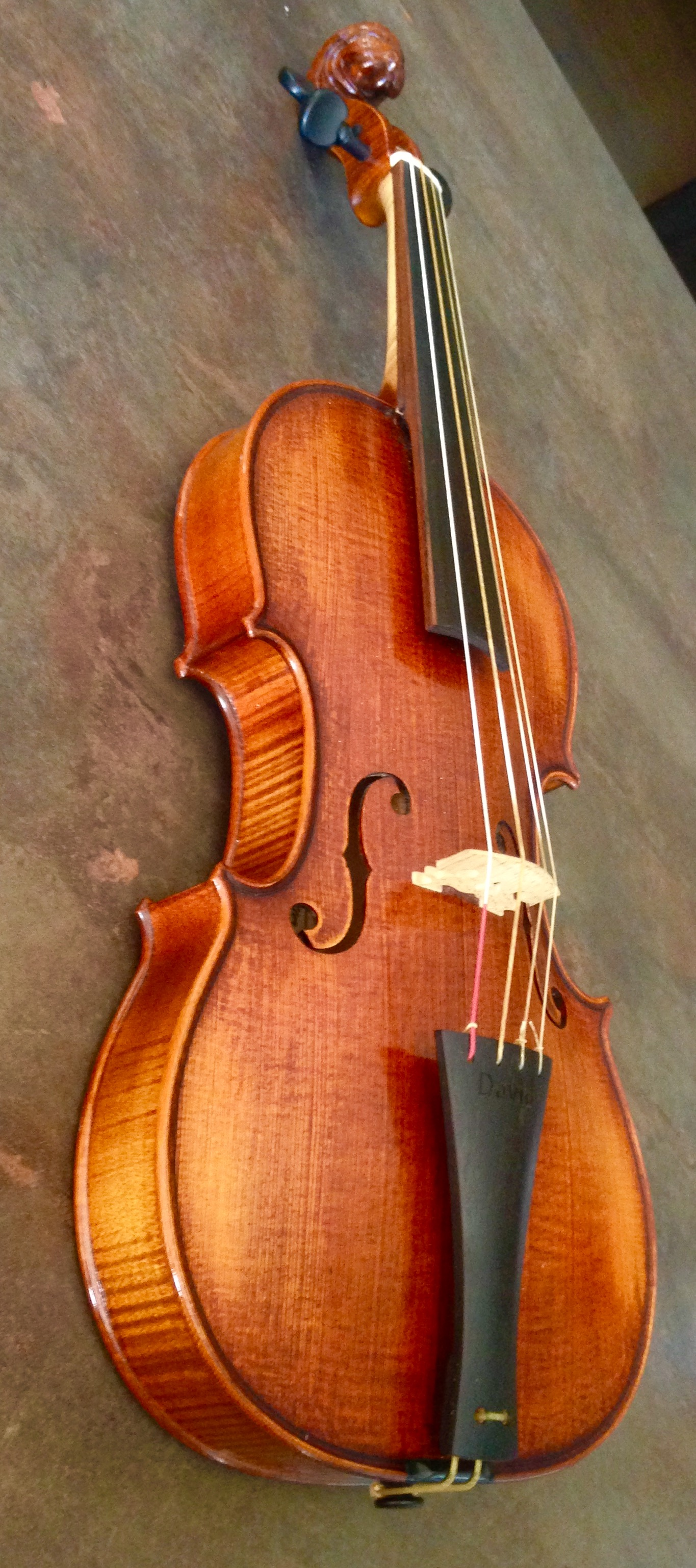
Walter Mahr: Barockgeige, 2010

Walter Mahr (* 1965 in Bubenreuth) ist ein deutscher Geigenbaumeister und Sachverständiger für den Geigenbau. 

## Leben und Wirken

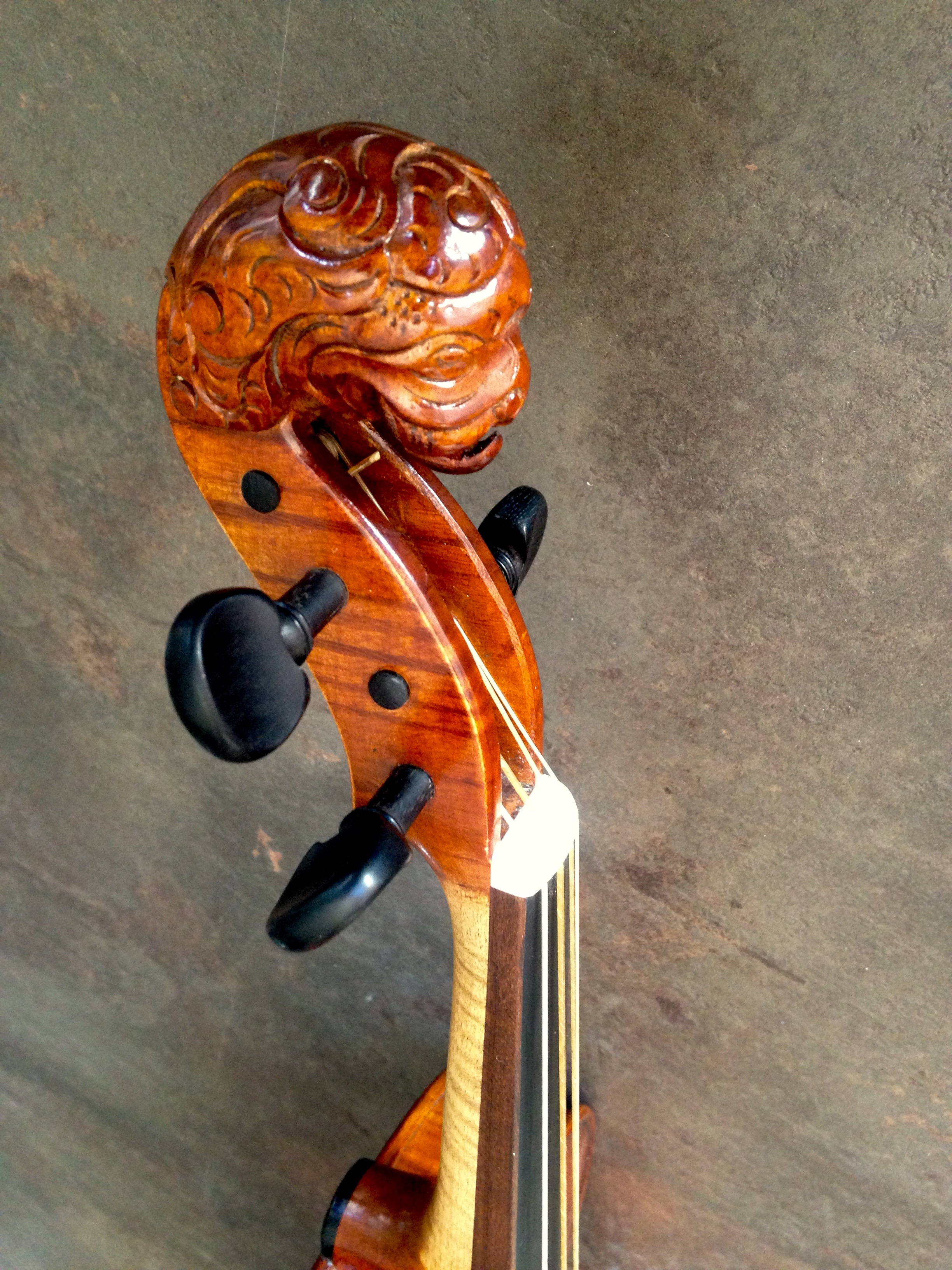
Walter Mahr: Barockgeige, 2010 – Löwenkopf

Walter Mahr hat sich in der fränkischen Geigenbaumetropole Bubenreuth als Instrumentenbauer in vierter Generation niedergelassen. Sein Großvater mütterlicherseits war in der Musikstadt Schönbach (heute Luby) Mandolinenmacher, und sein Urgroßvater war ebenfalls Geigenbauer.
Nach dreijähriger Lehrzeit legte Walter Mahr seine Gesellenprüfung als 1. Kammersieger des Jahrganges 1983 ab. Je zwei Gesellenjahre verbrachte Mahr bei seinem Lehrmeister Ernst-Heinrich Roth, bei dem Cellobauer Lothar Semmlinger und bei Roderich Paesold. 1990 folgten die Meisterprüfung vor der Handwerkskammer Nürnberg und die anschließende Gründung seiner eigenen Werkstatt. Seit Januar 2000 ist er von der Handwerkskammer Nürnberg als öffentlich bestellter Sachverständiger für den Geigenbau vereidigt.
Während seiner Ausbildung zum Geigenbauer entdeckte Mahr seine Vorliebe für das Cello und erwarb sich im Laufe der Jahre einen Namen als Spezialist für Celli.
Walter Mahr fertigt und verleiht Geigen, Violen und Celli vom Schülerinstrument bis hin zum handwerklich erstellten Meisterinstrument. Auf dem Gebiet Klangverbesserungen arbeitet er mit Musikern aus allen Bereichen. Hierzu hat er sich die Bezeichnung „Luthologe“ im März 2014 beim Deutschen Patentamt in München (Akz.: 302014 016495.7/42) schützen lassen. Diese Neuschöpfung verbindet Luthier (franz. für Geigenbauer/Instrumentenbauer) mit Logos (altgriechisch für das geistige Vermögen und was dieses hervorbringt) und soll einen Kundigen auf dem Gebiet des Saiteninstrumentenbaues beschreiben. 
1998 gründete Mahr ein Unternehmen für eine besondere Bogenausführung aus Bernstein. 
Walter Mahr arbeitet auch als Restaurator wertvoller Geigen. In seiner Werkstatt wurden Geigen von Antonio Testore (berühmter Zeitgenosse Stradivaris) über Andrea Guarneri (1626–1698) bis hin zu Giovanni Battista Guadagnini (1711–1786) restauriert. 
Walter Mahr ist Mitglied im Verband deutscher Geigenbauer und Bogenmacher e.V. (VDG e.V.) sowie in The Violin Society of America (V.S.A.).